# Matija, car Svetog Rimskog Carstva
Matija (njemački Matthias) (Beč, 14. veljače 1557. – Beč, 20. ožujka 1619.), rimsko-njemački car (1612. – 1619.), ugarsko-hrvatski kralj kao Matija II. (1608. – 1619.) i češki kralj (1611. – 1619.) iz dinastije Habsburg.
Matija je rođen kao drugorođeni sin cara Maksimilijana II. Ekscentrična vladavina i duševna bolest njegovog brata Rudolfa II., kojega je često zamjenjivao kao namjesnik u austrijskim nasljednim zemljama te Ugarskoj i Hrvatskoj, dovodi 1608. do pobune na čijem se čelu nalazi častohlepni Matija. Brata je prislio da se odrekne prvo ugarsko-hrvatske, a potom i češke krune (1611.). Rudolfu je ostao još jedino carski naslov. U stvarnosti Matija je njemačko-rimski car od ratne pobjede nad bratom 1608., ali do krunidbe dolazi tek nakon njegove smrti 20. siječnja 1612. Matijina desna ruka i kancelar od 1599. bio je bečki biskup Melchior Khlesl, odlučan zagovornik protureformacije. Međutim, Matija je prema protestantima u Njemačkoj vodio umjerenu politiku. Oni su ipak bili u opoziciji prema njemu. Pred kraj njegove vladavine suprotnosti između katolika i protestanata dosegle su vrhunac. To 23.svibnja 1618. dovodi do Praške defenestracije (izbacivanja carskih namjesnika kroz prozor palače u Pragu gdje su stolovali) koja je označila početak Tridesetogodišnjeg rata. Kako nije imao djece, Matija je za svoga nasljednika odredio stričevića nadvojvodu Ferdinanda Štajerskog, gorljivog katolika i nepomirljivog protivnika protestanata. 
Zanimljivost
Matija je na području gdje se danas nalazi dvorac Schönbrunn otkrio zdenac i pritom uzviknuo "Ei, welch' schöner Brunn!" (O, kakav lijepi zdenac!) i time i dao ime kasnije sagrađenom dvorcu. 
Matija je umro 20. ožujka 1619. kad se Tridesetogodišnji rat već rasplamsavao.

## Vanjske poveznice
- Matija Hrvatska enciklopedija, pristupljeno 17. veljače 2016.

| Prethodnik:              | Rimsko-njemački car Hrvatsko-ugarski kralj (1608.-1619.) | Nasljednik:                   |
| Rudolf II. 1572. – 1608. | Rimsko-njemački car Hrvatsko-ugarski kralj (1608.-1619.) | Ferdinand II. (1619. – 1637.) |